# Halowe Mistrzostwa Polski Seniorów w Lekkoatletyce 2020
64. Halowe Mistrzostwa Polski Seniorów w Lekkoatletyce – zawody lekkoatletyczne, które odbyły się 29 lutego i 1 marca 2020 w Arenie Toruń.

## Rezultaty

### Mężczyźni
| Konkurencja:              | 1. miejsce                                                           | Rezultat          | 2. miejsce                                                                               | Rezultat            | 3. miejsce                                             | Rezultat     |
| Bieg na 60 m              | Remigiusz Olszewski CWZS Zawisza Bydgoszcz                           | 6,71              | Karol Kwiatkowski AZS-AWF Katowice                                                       | 6,75                | Dominik Kopeć KS Agros Zamość                          | 6,76         |
| Bieg na 200 m             | Oliwer Wdowik CWKS Resovia Rzeszów                                   | 21,09 NU20R EU20L | Rafał Omelko KS AZS AWF Wrocław                                                          | 21,33               | Patryk Wykrota OŚ AZS Poznań                           | 21,68        |
| Bieg na 400 m             | Kajetan Duszyński AZS Łódź                                           | 47,95             | Cezary Mirosław AZS UMCS Lublin                                                          | 48,02               | Tymoteusz Zimny WKS Śląsk Wrocław                      | 48,11        |
| Bieg na 800 m             | Mateusz Borkowski RKS Łódź                                           | 1:51,27           | Patryk Sieradzki CWZS Zawisza Bydgoszcz SL                                               | 1:52,73 SB          | Patryk Tanaś AZS-AWFiS Gdańsk                          | 1:53,11      |
| Bieg na 1500 m            | Adam Czerwiński UKS Lider Siercza                                    | 3:48,98           | Artur Ostrowski KB Sporting Międzyzdroje                                                 | 3:51,32             | Andrzej Kowalczyk ULKS Fajfer 2001 Łapanów             | 3:51,74      |
| Bieg na 3000 m            | Adam Czerwiński UKS Lider Siercza                                    | 8:17,76           | Bartosz Jarczuk AZS-AWF Katowice                                                         | 8:20,71             | Szymon Topolnicki AZS-AWF Katowice                     | 8:21,36 SB   |
| Bieg na 60 m przez płotki | Damian Czykier KS Podlasie Białystok                                 | 7,64              | Artur Noga AZS-AWF Warszawa                                                              | 7,68 SB             | Krzysztof Kiljan AZS-AWF Warszawa                      | 7,83 PB      |
| Sztafeta 4 × 200 metrów   | OŚ AZS Poznań Patryk Wykrota Eryk Hampel Adrian Wesela Adam Balcerek | 1:27,53           | KS Sprinterzy.com Kraków Łukasz Malanowski Jakub Szkopański Jan Socha Norbert Waśkiewicz | 1:34,34             | —                                                      | —            |
| Chód na 5000 m            | Dawid Tomala AZS KU Politechniki Opolskiej                           | 19:42,96          | Rafał Augustyn LKS Stal Mielec                                                           | 19:50,18            | Łukasz Niedziałek WLKS Nowe Iganie                     | 19:54,35 PB  |
| Skok wzwyż                | Norbert Kobielski MKS Inowrocław                                     | 2,29 PB           | Sylwester Bednarek RKS Łódź                                                              | 2,26                | Bartłomiej Bedeniczuk KS AZS-AWF Biała Podlaska        | 2,09         |
| Skok o tyczce             | Paweł Wojciechowski CWZS Zawisza Bydgoszcz SL                        | 5,70              | Robert Sobera KS AZS AWF Wrocław                                                         | 5,60                | Mateusz Jerzy CWZS Zawisza Bydgoszcz SL                | 5,40         |
| Skok w dal                | Mateusz Różański KU AZS PWSZ w Tarnowie                              | 7,80 PB           | Piotr Tarkowski KS AZS-AWF Biała Podlaska                                                | 7,77 PB             | Norbert Kański AZS-AWFiS Gdańsk                        | 7,70 PB      |
| Trójskok                  | Karol Hoffmann AZS UMCS Lublin                                       | 16,18             | Krzysztof Uwijała MKS Sambor Tczew                                                       | 15,41 SB            | Jakub Daroszewski BKS Bydgoszcz                        | 15,28 PB     |
| Pchnięcie kulą            | Michał Haratyk KS Sprint Bielsko-Biała                               | 21,24             | Konrad Bukowiecki KS AZS UWM Olsztyn                                                     | 21,16               | Jakub Szyszkowski AZS-AWF Katowice                     | 20,07        |
| Siedmiobój                | Paweł Wiesiołek KS Warszawianka Warszawa                             | 6050 pkt. PB      | Rafał Horbowicz KS Warszawianka Warszawa                                                 | 5679 pkt. =NU23R PB | Jacek Chochorowski AZS KU Politechniki Opolskiej Opole | 5391 pkt. PB |

### Kobiety
| Konkurencja:              | 1. miejsce                                                                                       | Rezultat          | 2. miejsce                                                                       | Rezultat   | 3. miejsce                                                                                | Rezultat   |
| Bieg na 60 m              | Marika Popowicz-Drapała CWZS Zawisza Bydgoszcz                                                   | 7,29 SB           | Katarzyna Sokólska CWZS Zawisza Bydgoszcz                                        | 7,30 PB    | Kamila Ciba OŚ AZS Poznań                                                                 | 7,40       |
| Bieg na 200 m             | Justyna Święty-Ersetic AZS-AWF Katowice Marlena Gola KS Podlasie Białystok                       | 23,64 PB 23,64 PB | —                                                                                | —          | Natalia Wosztyl RLTL ZTE Radom                                                            | 24,10      |
| Bieg na 400 m             | Justyna Święty-Ersetic AZS-AWF Katowice                                                          | 53,09             | Małgorzata Hołub-Kowalik AZS UMCS Lublin                                         | 53,53      | Natalia Kaczmarek KS AZS AWF Wrocław                                                      | 53,65      |
| Bieg na 800 m             | Anna Pólkowska AZS-AWFiS Gdańsk                                                                  | 2:05,75           | Emilia Ankiewicz AZS-AWF Warszawa                                                | 2:06,78 PB | Natalia Gulczyńska MKL Szczecin                                                           | 2:06,92    |
| Bieg na 1500 m            | Beata Topka ULKS Talex Borzytuchom                                                               | 4:24,14           | Katarzyna Chryczyk KS AZS AWF Kraków                                             | 4:25,05    | Aleksandra Płocińska SRS Kondycja Piaseczno                                               | 4:35,76 PB |
| Bieg na 3000 m            | Renata Pliś MKL Maraton Świnoujście                                                              | 9:14,42           | Anna Bańkowska KS Podlasie Białystok                                             | 9:32,18    | Beata Topka ULKS Talex Borzytuchom                                                        | 9:40,34    |
| Bieg na 60 m przez płotki | Klaudia Siciarz KS AZS AWF Kraków                                                                | 8,02              | Karolina Kołeczek AZS UMCS Lublin                                                | 8,08       | Klaudia Wojtunik AZS Łódź                                                                 | 8,31       |
| Sztafeta 4 × 200 metrów   | AZS-AWF Katowice Justyna Święty-Ersetic Magdalena Stefanowicz Paulina Guzowska Adrianna Janowicz | 1:36,08 NR klub.  | AZS-AWF Warszawa Paulina Paluch Urszula Bhebhe Justyna Paluch Natalia Duchnowska | 1:37,96    | KS AZS AWF Wrocław Natalia Kaczmarek Agata Forkasiewicz Jagoda Mierzyńska Alicja Rajewska | 1:38,14    |
| Chód na 3000 m            | Agnieszka Ellward WKS Flota Gdynia                                                               | 12:52,61 PB       | Katarzyna Zdziebło LKS Stal Mielec                                               | 12:56,51   | Paulina Buziak LKS Stal Mielec                                                            | 13:15,76   |
| Skok wzwyż                | Wiktoria Miąso CWKS Resovia Rzeszów Paulina Borys SKLA Sopot                                     | 1,75              | —                                                                                | —          | Paulina Wal AZS KU Politechniki Opolskiej Opole                                           | 1,70       |
| Skok o tyczce             | Agnieszka Kaszuba KL Gdynia                                                                      | 4,30 PB           | Kamila Przybyła CWZS Zawisza Bydgoszcz                                           | 4,20       | Naama Bernstein AZS KU Politechniki Opolskiej                                             | 4,10       |
| Skok w dal                | Karolina Młodawska KKL Kielce                                                                    | 6,45 PB           | Adrianna Szóstak OŚ AZS Poznań                                                   | 6,19 PB    | Joanna Kuryło KS AZS AWF Wrocław                                                          | 6,18 SB    |
| Trójskok                  | Adrianna Szóstak OŚ AZS Poznań                                                                   | 13,46 PB          | Agnieszka Bednarek AZS Łódź                                                      | 12,51      | Natalia Mach AZS-AWF Katowice                                                             | 12,41 PB   |
| Pchnięcie kulą            | Maja Ślepowrońska AZS-AWF Warszawa                                                               | 16,64 PB          | Agnieszka Maluśkiewicz OŚ AZS Poznań                                             | 15,54      | Karolina Urban AZS-AWFiS Gdańsk                                                           | 15,18      |
| Pięciobój                 | Paulina Ligarska SKLA Sopot                                                                      | 4353 pkt. PB      | Patrycja Skórzewska KS AZS AWF Kraków                                            | 4061 pkt.  | Izabela Mikołajczyk KS Warszawianka                                                       | 4042 pkt.  |

### Drużyna mieszana
| Konkurencja:                     | 1. miejsce                                                                   | Rezultat | 2. miejsce                                                                              | Rezultat | 3. miejsce                                                                  | Rezultat |
| Sztafeta mieszana 4 × 400 metrów | OŚ AZS Poznań Joanna Bekus Mikołaj Buzała Martyna Galant Amadeusz Zdrojewski | 3:29,84  | AZS UMCS Lublin Cezary Mirosław Małgorzata Kołdej Małgorzata Hołub-Kowalik Szymon Żywko | 3:31,95  | KS AZS AWF Kraków Mariusz Jurczyk Mariola Karaś Karolina Cuber Szymon Zięba | 3:34,29  |